# SN 2003ff
SN 2003ff – supernowa typu Ia odkryta 23 marca 2003 roku w galaktyce A142114+5232. W momencie odkrycia miała maksymalną jasność 23,60m.